# Vertrag von Sèvres (Griechenland – Schutz von Minderheiten)

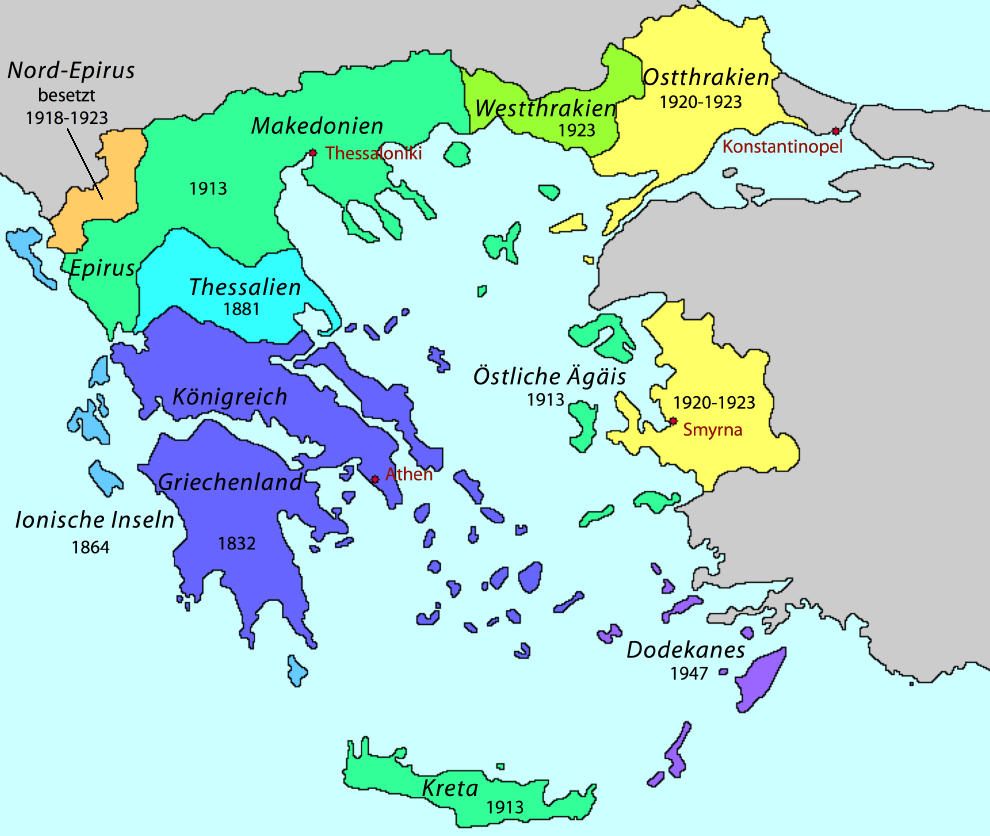
Territoriale Erwerbungen Griechenlands

Der Vertrag von Sèvres hinsichtlich des Schutzes von Minderheiten in Griechenland ist ein Entente-interner Vertrag und wurde parallel zu den mit dem Osmanischen Reich geführten Verhandlungen zum gleichnamigen Vertrag ausgehandelt und am gleichen Tag, am 10. August 1920, unterzeichnet. Die Vertragspartner sind das Vereinigte Königreich, Frankreich, Italien und Japan auf der einen Seite und Griechenland auf der anderen Seite. Am 24. Juli 1923 wurde der Vertrag parallel zu den mit der Türkei geführten Verhandlungen zum Vertrag von Lausanne durch ein überarbeitendes Zusatzprotokoll ratifiziert. Die Überarbeitung passte diesen Vertrag den Bestimmungen im Vertrag von Lausanne an.
Der Vertrag erweitert in erster Linie – unter dem Aspekt der vielen Gebietsanschlüsse an Griechenland seit dem 1. Januar 1913 – die Anwendung der Menschen- und Minderheitenrechte auf die Einwohner in den neu angeschlossenen Territorien.
Darüber hinaus ersetzt der Vertrag Griechenlands Verpflichtungen gegenüber den anderen Entente-Mächten durch Verpflichtungen an den Völkerbund (Vorgänger der UNO) und hebt Verpflichtungen Griechenlands gegenüber den anderen Entente-Mächten auf, die die volle Souveränität des Landes einschränken. So werden die Kontroll- und Beobachtungsrechte von Frankreich und dem Vereinigten Königreich (u. a. die volle Kontrolle der Ionischen Inseln) an Griechenland gegeben. Frankreich und das Vereinigte Königreich verzichten auf die Kontrolle des Schutzes der Religionsfreiheit in Griechenland, da diese mit diesem Vertrag nunmehr unter volle Garantie des Völkerbunds tritt.
Die wichtigsten Regelungen, die der Vertrag trifft, sind:
- vollständiger Schutz des Lebens und der Freiheiten aller Einwohner ohne Unterscheidung nach Ethnie, Sprache, Religion, Geburt, Nationalität sowie die Gewährung der Religionsfreiheit an alle Einwohner
- Gleichheit aller Bürger vor dem Gesetz, Berufsfreiheit und die Freiheit zur Verwendung der eigenen Muttersprache im öffentlichen Leben
- Recht aller Minderheiten zur selbständigen Gründung und Verwaltung ihrer eigenen karitativen, sozialen und religiösen Institutionen sowie Regulierungen bezüglich Minderheitenschulen
- Verleihung der griechischen Staatsbürgerschaft an die Türken, Bulgaren und Albaner in den Territorien, die nach dem 1. Januar 1913 an Griechenland angeschlossen werden
- Verleihung der lokalen Autonomie an die Walachen (Aromunen) am Pindos in Nordgriechenland in religiösen, karitativen und schulischen Angelegenheiten
- Regulierung der Angelegenheiten der muslimischen Bürger bezüglich des persönlichen Status und des Familienrechts in Übereinstimmung mit muslimischen Gepflogenheiten sowie Schutz von Moscheen, muslimischen Friedhöfen, Waqfs und anderen muslimischen Einrichtungen
- Regelungen hinsichtlich des Sabbats der Juden
- Bestätigung der im Artikel 62 des Berliner Vertrags 1878 festgelegten traditionellen Freiheiten und Rechte der nichtgriechischen Klostergemeinden auf dem Heiligen Berg Athos
- Organisationsfragen bezüglich Adrianopel (heute: Edirne) Diese Bestimmungen entfallen mit dem Zusatzprotokoll von 1923, da Adrianopel mit dem Vertrag von Lausanne an die Türkei fällt
- Handel- und Transitfragen zwischen Griechenland und den restlichen Mitgliedern des Völkerbunds

Im Gegensatz zu dem mit dem Osmanischen Reich geschlossenen Vertrag von Sèvres, der nicht komplett umgesetzt wurde, ist dieser Vertrag mit Griechenland in seiner überarbeiteten Form immer noch in Kraft. Während der Vertrag von Lausanne im Punkt Minderheitenschutz ausschließlich auf Religionszugehörigkeiten gestützt ist, ist dieser Vertrag sowohl auf Religionszugehörigkeiten als auch auf Ethnienzugehörigkeiten gestützt.